# Niemeyera sarlinii
Niemeyera sarlinii là một loài thực vật có hoa trong họ Hồng xiêm. Loài này được (Aubrév.) ined. mô tả khoa học đầu tiên.